# Bonnetia
Bonnetia, biljni rod u porodici Bonnetiaceae. Pripadaju mu 32 vrste grmova i drveća u tropskoj Južnoj Americi (Kolumbija, Gvajana, sjeverni Brazil, Peru, Ekvador, Venezuela) i Kubi.

## Vrste
1. Bonnetia ahogadoi (Steyerm.) A.L.Weitzman & P.F.Stevens
2. Bonnetia anceps Mart.
3. Bonnetia bahiensis Turcz.
4. Bonnetia bolivarensis Steyerm.
5. Bonnetia celiae Maguire
6. Bonnetia chimantensis Steyerm.
7. Bonnetia cordifolia Maguire
8. Bonnetia crassa Gleason
9. Bonnetia cubensis (Britton) Howard
10. Bonnetia euryanthera Steyerm.
11. Bonnetia fasciculata P.F.Stevens & A.L.Weitzman
12. Bonnetia holostyla Huber
13. Bonnetia huberiana Steyerm.
14. Bonnetia jauaensis Maguire
15. Bonnetia katleeniae Lasser
16. Bonnetia lanceifolia Kobuski
17. Bonnetia liesneri Steyerm.
18. Bonnetia maguireorum Steyerm.
19. Bonnetia multinervia (Maguire) Steyerm.
20. Bonnetia neblinae Maguire
21. Bonnetia paniculata Spruce ex Benth.
22. Bonnetia ptariensis Steyerm.
23. Bonnetia roraimae Oliveri
24. Bonnetia roseiflora Maguire
25. Bonnetia rubicunda (Sastre) A.L.Weitzman & P.F.Stevens
26. Bonnetia sessilis Benth.
27. Bonnetia steyermarkii Kobuski
28. Bonnetia stricta Mart.
29. Bonnetia tepuiensis Kobuski & Steyerm.
30. Bonnetia tristyla Gleason
31. Bonnetia venulosa Mart.
32. Bonnetia wurdackii Maguire

## Sinonimi
- Acopanea Steyerm.
- Kieseria Nees
- Neblinaria Maguire
- Neogleasonia Maguire